# Proceratophrys moratoi
Proceratophrys moratoi é uma espécie de anfíbio  da família Odontophrynidae. Endêmica do Brasil, pode ser encontrada nos municípios de Avaré, Botucatu, Bauru, Itirapina, São Carlos e Brotas, no estado de São Paulo.
Os seus habitats naturais são: florestas subtropicais ou tropicais húmidas de baixa altitude, marismas de água doce e marismas intermitentes de água doce. Está ameaçada por perda de habitat.